# Gabriola baliola
Gabriola baliola är en fjärilsart som beskrevs av Frederick H. Rindge 1974. Gabriola baliola ingår i släktet Gabriola och familjen mätare. Inga underarter finns listade i Catalogue of Life.